# سرزمین قبل از تاریخ ۸: یخ بزرگ
سرزمین قبل از تاریخ ۸: یخ بزرگ (انگلیسی: The Land Before Time VIII: The Big Freeze) یک فیلم ویدئویی پویانمایی آمریکایی محصول سال ۲۰۰۱ در ژانر ماجراجویی و فیلم موزیکال است.

## صدا پیشگان
- توماس دکر
- اندی مکافی
- آریا کورزون
- جف بنیت
- کاریتوسور
- استگوسور
- ترس مک‌نیل
- آنکیلوسور
- جرمی سوارز
- رابرت گویلام
- کنت مارس
- میریام فلین
- جان اینگل[۱][۲]